# Křoví
Křoví (en allemand : Krzowy) est une commune du district de Žďár nad Sázavou, dans la région de Vysočina, en République tchèque. Sa population s'élevait à 611 habitants en 2020.

## Géographie
Křoví se trouve à 3,5 km au nord-est du centre de Velká Bíteš, à 28 km au nord-ouest de Brno, à 37 km au sud-sud-est de Žďár nad Sázavou, à 50 km à l'est-sud-est de Jihlava et à 158 km au sud-est de Prague.
La commune est limitée par Křižínkov au nord, par Katov et Pavov, un quartier de Velká Bíteš à l'est, par Přibyslavice au sud-est, par Velká Bíteš au sud-ouest et à l'ouest, et par Březské au nord-ouest.

## Histoire
La première mention écrite de la localité date de 1371.

## Transports
Par la route, Křoví se trouve à 6 km de Velká Bíteš, à 38,5 km de Brno, à 41,5 km de Žďár nad Sázavou, à 57 km de Jihlava et à 178 km de Prague.